# (73105) 2002 GR25
(73105) 2002 GR25 – planetoida z pasa głównego asteroid okrążająca Słońce w ciągu 4,59 lat w średniej odległości 2,76 j.a. Odkryta 12 kwietnia 2002 roku.